# Hippolyte François Jaubert
Pour les articles homonymes, voir Jaubert.
Le comte Hippolyte François Jaubert, né le 28 octobre 1798 à Paris et mort le 5 décembre 1874 à Montpellier (Hérault), est un homme politique et botaniste français.

## Biographie
Fils de François Hippolyte Jaubert, ordonnateur de la Marine, tué à la bataille d'Aboukir (1798), et de Rosalie Mélanie Cheminade (†1817), propriétaire à Givry, sur la commune de Cours-les-Barres (Cher), Hippolyte François Jaubert fut adopté par son oncle, le comte François Jaubert (1758-1822), conseiller d'État et régent de la Banque de France sous le Premier Empire. Bien qu'il fût passionné par l’histoire naturelle, son oncle l'engagea à faire des études de droit, tout en lui permettant de suivre les cours de René Desfontaines (1750-1831) et d'Antoine-Laurent de Jussieu (1748-1836). Il allait s'inscrire au barreau en 1821, lorsqu'il hérita de son oncle son titre de comte et une immense fortune. Il put alors acheter de grandes propriétés foncières dans le Berry, dix hauts-fourneaux dans la Nièvre et le Cher, d'où sa famille maternelle était originaire, et devint administrateur de la Compagnie du chemin de fer d’Orléans, tout en se consacrant à la botanique et à la politique. Il épousa Marie Boigues (†1864), sœur de Louis Boigues, maître de forges dans la Nièvre et créateur de la ville de Fourchambault. Ils eurent deux enfants :
- Louis Hippolyte François Jaubert, qui fut maire de Rahay dans la Sarthe, marié à Marie Akermann, fille de François Adolphe Akermann et qui mourut des suites de son dévouement aux affaires de sa commune durant la guerre franco-allemande 1870-1871 ;
- Claire Mélanie Jaubert, par son mariage comtesse Paul Benoist d'Azy.

Il fit un grand voyage en Auvergne et en Provence, en 1821, où il étudia la flore et la géologie de ces régions aux côtés de son ami Victor Jacquemont (1801-1832). Il participa en 1821, à la création d'une éphémère Société d'histoire naturelle de Paris aux côtés de Karl Sigismund Kunth (1788-1850), Adolphe Brongniart (1801-1876), Adrien de Jussieu (1797-1853), Jean Baptiste Antoine Guillemin (1796-1842) et Achille Richard (1794-1852). Il finança le voyage de plusieurs naturalistes en Asie, dont Pierre Martin Rémi Aucher-Éloy (1793-1838).
Durant l'été 1822, il effectue un voyage d'exploration botanique dans les Alpes aux côtés de son ami l'explorateur Victor Jacquemont lorsqu'il tombe grièvement malade dans la vallée d'Allevard. L'intervention d'un jeune ingénieur à Pinsot, Achille Chaper, permet de lui sauver la vie,.
Conseiller général du Cher en 1830, puis président du conseil général, il aborda la politique au moment de la Révolution de Juillet et fut successivement élu député le 5 juillet 1831 dans le 3e collège du Cher (Saint-Amand), le 21 juin 1834, le 4 novembre 1837, le 2 mars 1839. D'abord proche des doctrinaires, il conquit rapidement, grâce à sa facilité de parole et à la vivacité de son esprit, une situation à la Chambre et se lia avec Adolphe Thiers, qui le fit entrer dans le ministère du 1er mars 1840 comme ministre des Travaux publics. Il se retira avec le ministère le 28 octobre suivant.
Pour éviter de se trouver pris en flagrant délit de contradiction avec lui-même, Thiers envoya Jaubert à la manœuvre pour obtenir l'ajournement de la proposition du député conservateur de Versailles, Ovide de Rémilly qui, reprenant une vieille revendication de la gauche, visait à interdire la nomination des députés à des fonctions publiques salariées pendant la durée de leur mandat, idée que le chef du gouvernement avait appuyée lorsqu'il était dans l'opposition mais qu'il repoussait une fois parvenu aux affaires. Très hostile à la réforme, Jaubert écrivit à plusieurs députés conservateurs pour qu'ils se concertassent pour enterrer la proposition. Une de ces lettres fut publiée dans la presse, suscitant un véritable tollé à gauche et valant au cabinet, accusé de double jeu, de vives interpellations à la Chambre. Mais, en définitive, l'opération réussit et la proposition fut repoussée par les députés le 15 juin 1840.
Sa nomination au gouvernement avait contraint le comte Jaubert à se représenter devant ses électeurs, qui le réélurent le 28 mars 1840. Aux élections générales du 9 juillet 1842, il fut de nouveau réélu, fit momentanément de l'opposition et vota contre l'indemnité Pritchard. Nommé pair de France le 27 novembre 1844, il prit alors place dans la majorité conservatrice.
Il ne prit aucune part à la Révolution de 1848. Sous le Second Empire, il se tint éloigné de la vie politique et fut administrateur des usines de Fourchambault. Membre libre de l'Académie des sciences en 1858, il participe en 1854 à la création de la Société botanique de France qu'il préside en 1858 et en 1866.
Se présentant comme candidat d'opposition dans le Cher, il échoua le 23 mai 1869, mais il fut élu représentant du Cher à l'Assemblée nationale le 8 février 1871. À partir de cette date, il se consacra presque entièrement à la politique. Durant ses quelques moments de loisirs, il s'occupait de botanique.
À partir de l'herbier qu'il constitua et de ceux du Muséum national d'histoire naturelle, et avec l'aide d'Édouard Spach (1801-1879), il fit paraître ses Illustrationes plantarum orientalium (cinq volumes, Roret, Paris, 1842-1857).

## Décorations
- Chevalier de la Légion d'honneur (27 avril 1840)[12].

## Ouvrages
- Documents relatifs à la route royale n° 76 de Tours à Nevers, Paris, imprimerie de Decourchant, 1833.
- Vocabulaire du Berry et des provinces voisines, recueilli par un amateur du vieux langage, 1838.
- Vocabulaire du Berry et de quelques cantons voisins, réédition modifiée de l'ouvrage de 1838.
- Glossaire du centre de la France, 2 tomes, Napoléon Chaix et Cie, 1855.
- Notice sur l'"Histoire du Berry" de M. Raynal, Napoléon Chaix et Cie, 1855.
- La Botanique à l'Exposition universelle de 1855, septembre 1855, Napoléon Chaix et Cie[13].
- Notice sur la vie et les travaux de M. Cordier, liste chronologique des écrits imprimés de M. Cordier, Paris, imprimerie de Martinet, 1862.
- Nombreux articles dans le Bulletin de la Société botanique de France.
- Vocabulaire du Berry et de quelques cantons voisins, réédition in-octavo modernisée et enrichie d’une préface et de notes complémentaires de Pascal Pauvrehomme, Éditions Degorce, marque éditoriale "Bibliothèque berruyère", Horbourg-Wihr, septembre 2019  (ISBN 978-2-9569074-0-4).